# 9 Kings
9 Kings é um jogo eletrônico independente roguelike de estratégia por turnos desenvolvido pelo estúdio brasileiro Sad Socket e publicado pela Hooded Horse, lançado em acesso antecipado em 23 de maio de 2025.
O título, vendeu mais de 250 mil cópias ainda na primeira semana, recebendo avaliações positivas da crítica e dos jogadores, com uma aprovação de 93% na plataforma Steam em mais de três mil avaliações. O jogo atingiu um pico de mais de 13.900 jogadores simultâneos no segundo fim de semana após o lançamento.
Ao final do primeiro mês do acesso antecipado de 9 Kings, o jogo já ultrapassou a marca de 400.000 cópias vendidas e se consolida como um dos maiores lançamentos da história da indústria brasileira de jogos.

## Jogabilidade
A jogabilidade de 9 Kings é baseada no estilo roguelike, utilizando de estratégia por turnos para que o jogador assuma o papel de um monarca, tornando-se responsável por expandir e defender o território de seu reino contra invasões de reinos inimigos e lidar com eventos aleatórios.
A mecânica principal do jogo se dá em torno do uso estratégico de cartas, que permitem realizar ações como recrutar unidades, melhorar edificações, desbloquear habilidades especiais ou lançar magias contra inimigos. Ao final de cada rodada o jogo irá, de forma semi-automática, gerar uma batalha no qual você tem controle apenas da "unidade principal" do reino, que varia conforme o monarca escolhido. Cada partida apresenta desafios dinâmicos, exigindo planejamento para otimizar recursos e combinações de cartas — decisões inadequadas podem comprometer a sobrevivência do reino. Uma das mecânicas do jogo é permitir que você saqueie cartas dos reis que estão atacando seu reino, de forma que o jogador pode fazer um acordo de paz com reis que não encaixam com o estilo de jogo pretendido, e declarar guerra contra algum reino caso queira obter alguma carta pertencente ao deck deste rei.
A progressão, por seguir uma estrutura roguelike que gera reinícios após derrotas, oferece desbloqueios persistentes que ampliam as possibilidades que podem facilitar novas estratégias em jogadas futuras. A aleatoriedade dos eventos e a variedade de táticas incentivam a rejogabilidade.

## Desenvolvimento
O jogo foi criado pelo youtuber André Young em conjunto com seu amigo e diretor Rafael Melo, fundadores do estúdio Sad Socket, baseado em São Paulo e em Nova York, onde Rafael reside. Durante o período de acesso antecipado, a equipe lançou diversas atualizações (patches) para corrigir bugs e balancear mecânicas, além de planejar expansões futuras.
| “ | A boa notícia é que só tem ficado mais divertido. Esperamos poder ajudar a indústria brasileira a crescer, e que muitos jogos maiores venham depois do 9 Kings. | ” |
|   | — Rafael Melo, em entrevista à IGN. |   |

A ideia para o jogo surgiu a partir da ideia de criar o jogo de estratégia mais minimalista possível, de uma forma que a obra fosse divertida e viciante. A engine escolhida foi a Unity e relataram que trabalharam para que o título fosse receptivo a pessoas novas no mundo dos jogos eletrônicos e também que pudesse ter uma performance de forma que funcione em computadores com menos recursos computacionais, sem falhas.
No dia 25 de maio de 2024 foi lançado a versão de demostração do jogo intitulada "3 Kings" na Itch.io, onde apenas 3 Reis eram jogáveis, após o lançamento do acesso antecipado, a página foi desativada.
O jogo está disponível em 32 idiomas, inclusive o português brasileiro, traduzido pelos próprios criadores.

## Recepção
O jogo foi apresentado no Latin American Games Showcase, que apresentou 57 títulos desenvolvidos na américa latina, sendo destaque como um dos melhores títulos brasileiros. O protótipo do jogo também foi condecorado na Gamescom LATAM 2024 e sua demo foi o jogo de estratégia mais jogado da Steam Next Fest em fevereiro de 2025. Em sua semana de lançamento, 9 Kings entrou para o ranking do jogos mais vendidos globalmente da plataforma Steam. 
A editora Hooded Horse, responsável por títulos como Manor Lords e Against the Storm, destacou o sucesso comercial de 9 Kings, classificando-o como "um dos maiores lançamentos de um estúdio brasileiro para PC". Tim Bender, diretor-executivo da empresa, elogiou a parceria com a Sad Socket em comunicados à imprensa.
O estúdio Sad Socket informou que continua trabalhando em melhorias para o jogo e também em um novo título, intitulado "Ending Tau".

#### Game Pass
No dia 5 de agosto a Xbox anunciou que 9 Kings estará disponível no Xbox Game Pass a partir do dia 14 de agosto, tornando a versão para PC disponível para todos os assinantes do serviço de assinatura da Microsoft.